# Братик Кролик та братик Лис
«Братик Кролик та братик Лис» — анімаційний фільм 1972 року Творчого об'єднання художньої мультиплікації студії Київнаукфільм, режисер — Тадеуш Павленко.

## Сюжет
Екранізація «Казок дядечка Римуса» американського письменника-класика Джоеля Гарріса (1848—1908). Хитрий і підступний Братик Лис полює за Братиком Кроликом, та кмітливий Кролик щоразу пошиває хижака в дурні...

## Над мультфільмом працювали
- Автор  сценарію: Володимир Капустян
- Постановка: Тадеуш Павленко
- Художники-постановники: Ірина Правдіна
- Оператор: Анатолій Гаврилов
- Композитор:  Яків Цегляр
- Звукооператор: Леонід Мороз
- Мультиплікатори: Адольф Педан, Ніна Чурилова, Олександр Вікен, М. Бондар, Олександр Лавров, Б. Ємельянова
- Ролі озвучували: Н. Трофімова, Яків Козлов, В. Деркач
- Редактор: Світлана Куценко
- Директор картини: Іван Мазепа